# Rolador
Rolador es un municipio brasileño del estado de Río Grande do Sul. Según el censo 2010 del IBGE, la población era de 2546 habitantes.